# 天社二
HD 74180，即船帆座b（b Velorum），又名CD-46 4438，SAO 220265、HR 3445，是一颗船帆座的恒星，视星等为3.84，位于銀經265.28，銀緯-2.95，其B1900.0坐标为赤經8h 37m 18.4s，赤緯-46° -2.95′ 34″。